# Dołna Orjachowica
Dołna Orjachowica (bułg. Долна Оряховица) – miasto w Bułgarii, w obwodzie Wielkie Tyrnowo i gminie Gorna Orjachowica. W 2019 roku liczyło 2 605 mieszkańców.